# Église Saint-Loup de Bergesserin
L'église Saint-Loup de Bergesserin est une église catholique située à Bergesserin, en Clunisois, dans le département de Saône-et-Loire, en France.

## Historique
L’église est mentionnée pour la première fois dans un pouillé du XVe siècle, en tant qu'ecclesia de Berga Serena.

## Protection
Le chœur, l’abside, la travée sous clocher et le clocher, des XIe et XIIe siècles, sont classés au titre des Monuments Historiques depuis un arrêté du 12 janvier 1945.  

## Architecture
L'église n’a conservé de l’époque romane que le chœur, l’abside, la travée sous clocher et le clocher, la nef et le transept étant modernes (travaux réalisés en 1890, d'après des plans dressés par l'architecte Sire de Saint-Gengous-le-National).
L’abside romane semi-circulaire est voûtée en cul-de-four brisé et éclairée par trois étroites fenêtres ébrasées.
La travée sous clocher est couverte en berceau brisé et réduite, au nord et au sud, par deux arcs en cintre brisé, délimités à l’est et à l’ouest par deux arcades plus hautes en cintre plus aigu.
L’édifice ne comporte qu’une seule nef moderne et un transept, voûtés d’ogives, formant une croix latine.

## Mobilier
À l'intérieur du chœur, l’autel de pierre est une grosse dalle d’époque médiévale, enveloppée dans un bâti de bois de la fin du XVIIIe ou du début du XIXe siècle, galbé à volute latérale, orné en son centre d’un cœur sommé d’une croix et entouré de feuillages.
Le clocher abrite une cloche datée de 1722.

## Vitraux
Les vitraux en grisaille visibles dans le chœur montrent la vie du Christ. Celui à gauche, dans la travée sous clocher, est consacré au Sacré-Cœur : « Voilà ce cœur qui a tant aimé le monde ». Sur le vitrail de droite, on lit l'inscription latine suivante : Ave Maria gratia plena Ecce ancilla Domini (traduction : « Salut Marie pleine de grâce Voici la servante du Seigneur »).
Tous les vitraux de la nef, du maître-verrier J. Besnard de Chalon-sur-Saône, sont consacrés à la vie de saint Loup, évêque de Troyes (Champagne), mort en 479.

## Culte
Édifice consacré du diocèse d'Autun relevant de la paroisse de Cluny-Saint-Benoît (siège à Cluny) – qui en est affectataire au titre de la loi de 1905 –, l'église de Bergesserin est un lieu de culte catholique.